# Флокс

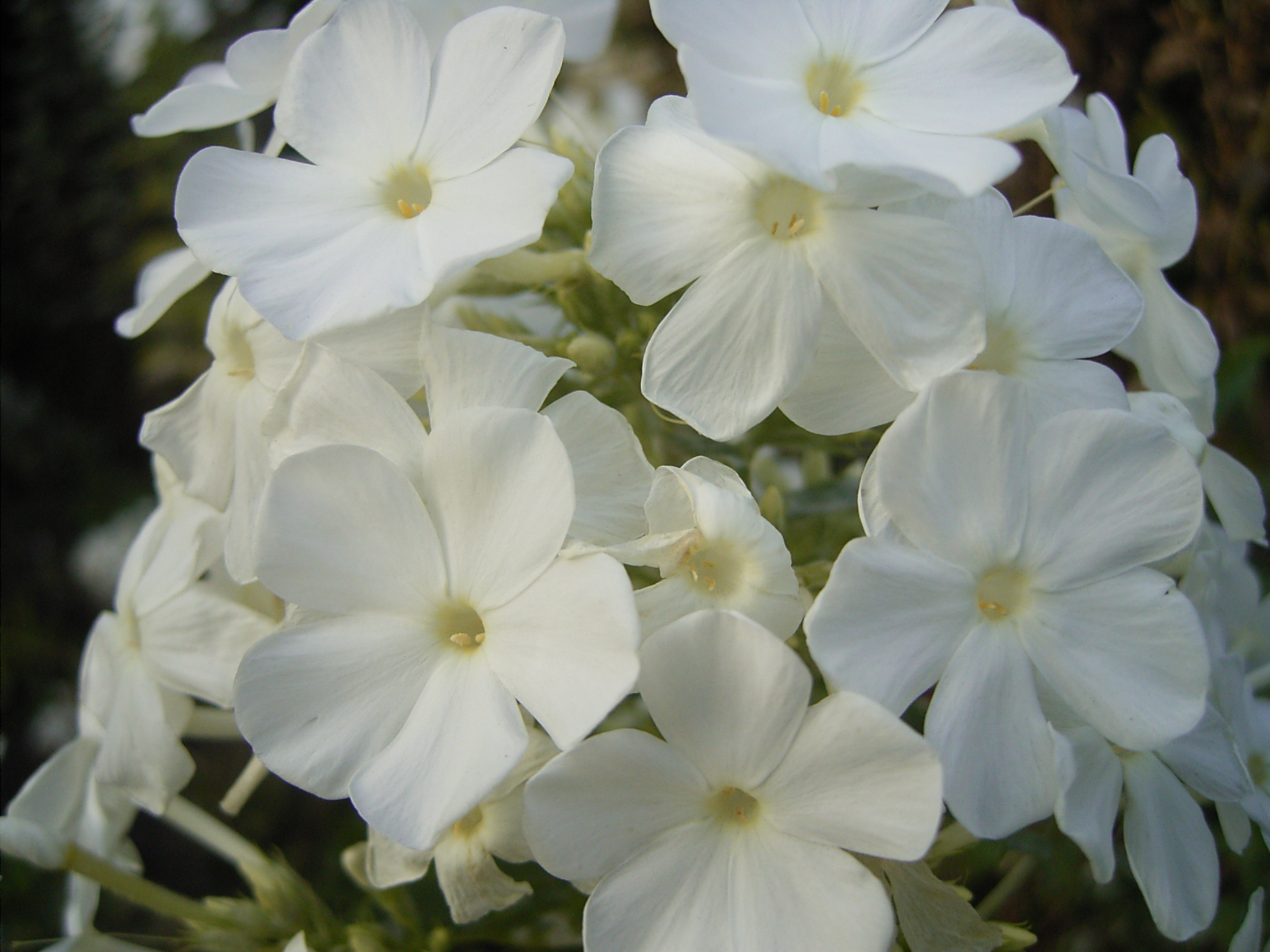
Флокс метельчатый 'Rosa Spier'

Флокс (лат. Phlox) — род красивоцветущих травянистых растений семейства Синюховые (Polemoniaceae). Включает около 85 видов. В культуре — около 40 видов; в Европе некоторые из них были введены в культуре уже в середине XVIII века.
В переводе с греческого φλόξ означает «пламя». Это название было дано этому роду в 1737 году Карлом Линнеем, видимо, за яркие красные цветки некоторых диких высокорослых флоксов.

## Ботаническое описание

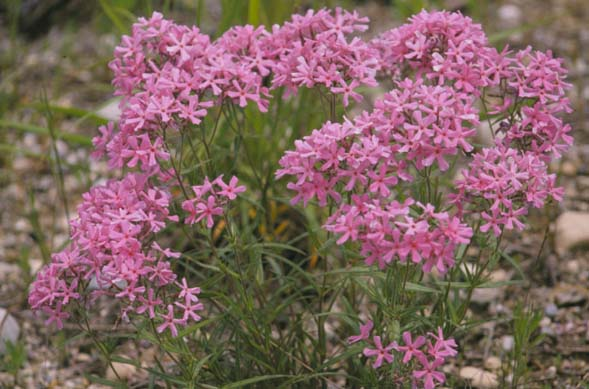
Цветущий куст Phlox pilosa

Большинство видов флокса — многолетние растения, некоторые виды — однолетние, например, повсеместно культивируемый Флокс Друммонда (Phlox drummondii).
Стебли прямостоячие, восходящие или ползучие, от 10—20 см до 120—150 см высотой.
Листья цельнокрайные, сидячие, расположены супротивно, ланцетные, овально-ланцетные, яйцевидно-удлинённые.
Цветки трубчато-воронкообразной формы, душистые, небольшого размера (не более 3—4 см в диаметре), но в соцветии их может быть до 90 штук. Лепестков пять, они отогнуты под прямым или почти прямым углом к трубке, образуя плоский венчик различной формы — колесовидный, звёздчатый, выямчатый, глубоко рассечённый, блюдцеобразный и т. д. Цветок имеет один пестик и пять тычинок. Окраска венчика очень разная — от чисто-белой и белой с глазками, штрихами, точками, тенями до малиново-красно-пурпурной и тёмно-пурпурно-фиолетовой. Цветки обычно собраны в сложные соцветия на концах побегов, — тирсы (то есть главные оси соцветий нарастают моноподиально, а боковые соцветия, отходящие от главной оси, — симподиально).
Плод — овальная коробочка. В одном грамме семян содержится от 70 штук у многолетних видов и до 550 штук у однолетних.

## Распространение
Большинство видов — многолетние и однолетние растения и полукустарники, распространённые преимущественно в Северной Америке. На территории России произрастает лишь один дикорастущий вид — Флокс сибирский (Phlox sibirica), горное стелющееся растение.

## Виды
По информации базы данных The Plant List, род включает 85 видов:
- Phlox aculeata A.Nelson
- Phlox acuminata Pursh
- Phlox adsurgens Torr. ex A.Gray — Флокс приподнимающийся
- Phlox alaskensis Jordal
- Phlox albomarginata M.E.Jones
- Phlox alyssifolia Greene
- Phlox amabilis Brand
- Phlox amoena Sims — Флокс приятный
- Phlox amplifolia Britton
- Phlox andicola (Britton) E.E.Nelson
- Phlox austromontana Coville
- Phlox azurea Glad.L.Sm.
- Phlox bifida L.C.Beck — Флокс расщеплённый
- Phlox bryoides Nutt. — Флокс моховой
- Phlox buckleyi Wherry
- Phlox caespitosa Nutt.
- Phlox canescens Torr. & A.Gray
- Phlox carolina L. — Флокс каролинский
- Phlox caryophylla Wherry
- Phlox cluteana A.Nelson
- Phlox colubrina Wherry & Constance
- Phlox condensata (A.Gray) E.E.Nelson
- Phlox covillei E.E.Nelson
- Phlox cuspidata Scheele
- Phlox diffusa Benth.
- Phlox dispersa Sharsm.
- Phlox divaricata L. — Флокс растопыренный
- Phlox dolichantha A.Gray
- Phlox douglasii Hook. — Флокс Дугласа
- Phlox drummondii Hook. — Флокс Друммонда
- Phlox floridana Benth. — Флокс флоридский
- Phlox glaberrima L. — Флокс гладкий
- Phlox glabriflora Whiteh.
- Phlox gladiformis (M.E.Jones) E.E.Nelson
- Phlox glutinosa Buckley
- Phlox grahamii Wherry
- Phlox grayi Wooton & Standl. — Флокс Грея
- Phlox griseola Wherry
- Phlox hendersonii (E.E.Nelson) Cronquist
- Phlox hentzii Nutt.
- Phlox hirsuta E.E.Nelson
- Phlox hoodii Richardson — Флокс Гуда
- Phlox idahonis Wherry
- Phlox jonesii Wherry
- Phlox kelseyi Britton
- Phlox lanata Piper
- Phlox lighthipei Small
- Phlox linearifolia (Hook.) A.Gray
- Phlox longifolia Nutt.
- Phlox longipilosa Waterf.
- Phlox lutescens (S.L.Welsh) S.L.Welsh
- Phlox maculata L. — Флокс пятнистый, или Флокс крапчатый
- Phlox mesoleuca Greene
- Phlox mollis Wherry
- Phlox multiflora A.Nelson — Флокс многоцветковый
- Phlox muscoides Nutt.
- Phlox nana Nutt. — Флокс карликовый
- Phlox nivalis Lodd. — Флокс снежный
- Phlox oklahomensis Wherry — Флокс оклахомский
- Phlox ovata L. — Флокс овальный
- Phlox paniculata L. — Флокс метельчатый
- Phlox pattersonii Prather
- Phlox peckii Wherry
- Phlox pilosa L. — Флокс волосистый
- Phlox pulcherrima (Lundell) Lundell
- Phlox pulvinata (Wherry) Cronquist
- Phlox pungens Dorn
- Phlox richardsonii Hook. — Флокс Ричардсона
- Phlox roemeriana Scheele
- Phlox sibirica L. — Флокс сибирский
- Phlox speciosa Pursh — Флокс особенный
- Phlox stansburyi (Torr.) A.Heller
- Phlox stolonifera Sims — Флокс расстилающийся
- Phlox subulata L. — Флокс шиловидный
- Phlox suksdorfii (Brand) H.St.John
- Phlox superba Brand
- Phlox tenuifolia E.E.Nelson
- Phlox tenuis (A.Gray) E.E.Nelson
- Phlox texensis (Lundell) Lundell
- Phlox triovulata Thurb. ex Torr.
- Phlox tumulosa Wherry
- Phlox viridis E.E.Nelson
- Phlox viscida E.E.Nelson
- Phlox walteri (A.Gray) Chapm.
- Phlox woodhousei (A.Gray) E.E.Nelson — Флокс Вудхауса

### Садовая классификация
Многолетние флоксы, используемые в декоративном садоводстве, произошли от диких видов и их гибридов. Биологические и ботанические особенности флоксов, а также их внешний вид очень разнообразны и отличаются даже внутри вида.
Существует несколько ботанических систем классификации флоксов, но все они достаточно сложны. Для практического применения в садово-парковом строительстве используют очень простую классификацию многолетних флоксов, предложенную П. Г. Гагановым.
По морфологическим особенностям, то есть особенностям строения, все виды разделены на три группы — кустовые, стелющиеся и рыхлодерновые (промежуточная группа) флоксы. Кустовые флоксы, в свою очередь, делятся на две подгруппы — низкорослые и высокорослые.